# Тарраконская Испания

Тарраконская Испания в 117 году.

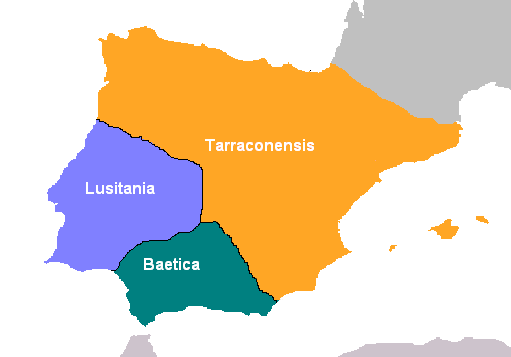
Испания после реформы Цезаря Августа в 27 до н. э.

Испания после реформ Диоклетиана

Тарраконская Испания (лат. Hispania Tarraconensis) — одна из трёх римских провинций на Пиренейском полуострове, составлявшая Римскую Испанию с конца I века до н. э. до конца III века н. э. Столица провинции — город Тарракон (лат. Tarraco).
Этой провинции принадлежало восточное средиземноморское побережье Пиренейского полуострова, Балеарские острова, северное и северо-западное атлантическое побережья полуострова. На юге провинция граничила с провинцией Бетика, на юго-западе с провинцией Лузитания.

## История
После Кантабрийских войн 29—19 годов до н. э. вся Испания попала под власть Рима. Кантабры были последней народностью, которая сохраняла независимость.
Провинция Тарраконская Испания возникла на месте провинции Ближняя Испания (лат. Hispania Citerior) и Галисии (лат. Gallaecia), части провинции Дальняя Испания, в 27 году до н. э. во время провинциальной реформы императора Октавиана Августа. Она получила статус императорской провинции в отличие от двух других пиренейских провинций, которые оставались под контролем сената. Провинция была разделена на семь судебных округов: Таррагон, Новый Карфаген, Цезаравгуста, Клуния, Лукус Августа, Астурика Августа и Бракара Августа.
В 60 году прокуратором Тарраконской Испании становится Сервий Сульпиций Гальба. В 68 году он присоединяется к восстанию Виндекса, а после смерти последнего и самоубийства императора Нерона сам становится императором.
В 73 году в должности прокуратора Тарраконской Испании оказывается Плиний Старший. Император Каракалла выделил из Тарраконской Испании провинцию Новая Ближняя Испания Антонина, ограниченную с севера рекой Дуэро и расположенную в северо-западной части полуострова. Её существование известно только из надписей. Скорее всего, в 30-х годах III века провинция была расформирована.
После реформы Диоклетиана 293 года провинция разделена на три части: Галлеция (лат. Gallaecia), Карфагеника (лат. Carthaginiensis) и Тарраконика (лат. Tarraconensis).
Тарраконская Испания была потеряна Римом в начале V века в результате вторжения вестготов и начавшихся в то же время восстаний басков и кантабров. В результате на территории Тарраконской Испании возникло королевство вестготов.

## Экспорт
Из Тарраконской Испании вывозились древесина, киноварь, золото, железо, олово, свинец, мрамор, вино и оливковое масло.